# Drosera madagascariensis
Drosera madagascariensis là một loài thực vật thuộc chi Gọng vó (Drosera) trong họ Gọng vó (Droseraceae). Loài này được miêu tả năm 1824 bởi A. P. de Candolle và phân bố ở châu Phi.